# Karen Mok

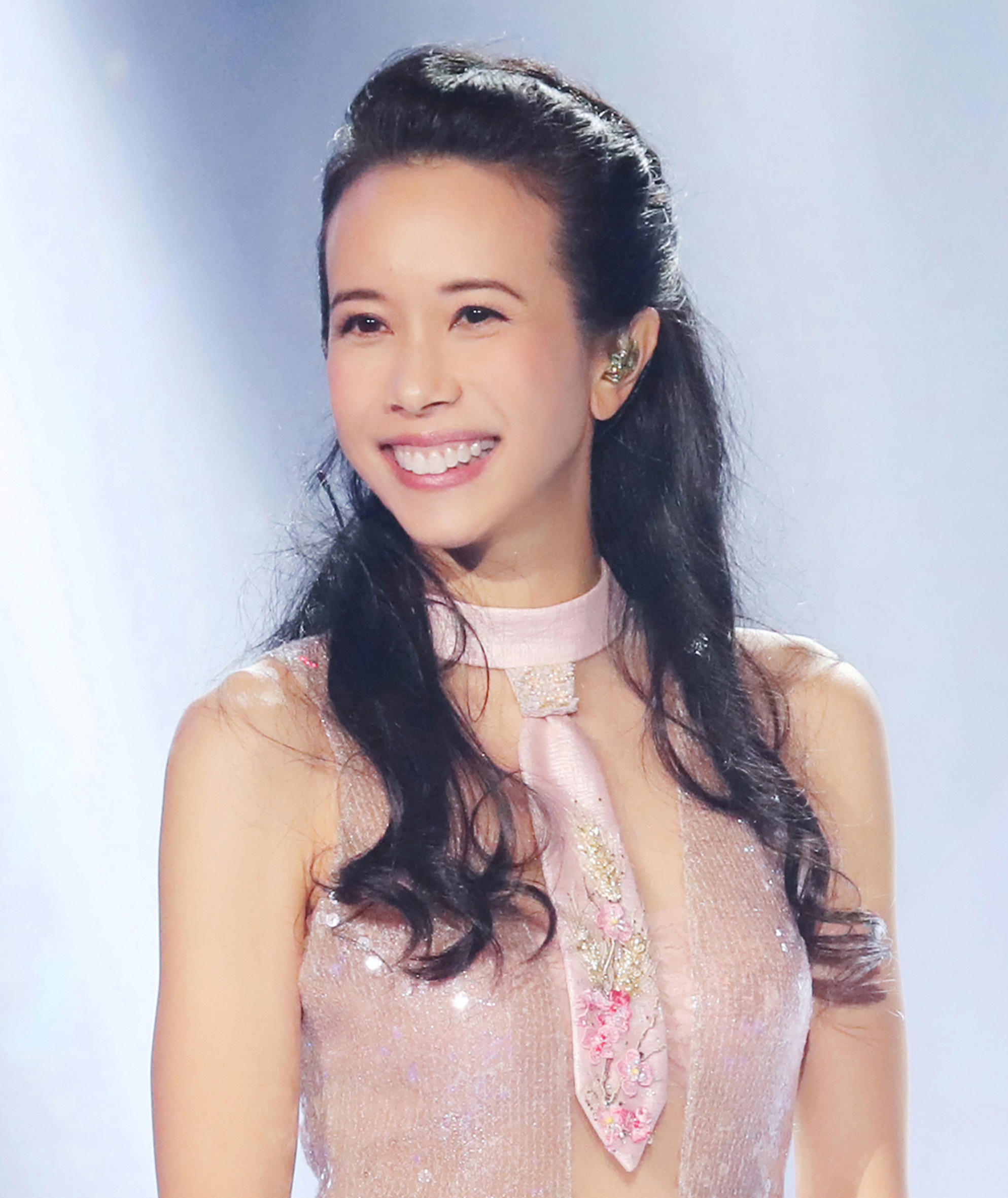
Karen Mok 2016

Karen Mok, eigentlich Karen Joy Morris, (chinesisch 莫文蔚, Pinyin Mò Wénwèi, Jyutping Mok6 Man4wai3; 2. Juni 1970 in Hongkong) ist eine chinesisch-walisische Sängerin und Schauspielerin mit einer über 30 Jahre andauernden Karriere. Als erste Sängerin aus Hongkong gewann sie den Golden Melody Award, den sie anschließend noch zwei weitere Male erhielt. Sie hat 17 Studioalben veröffentlicht, in über 40 Filmen mitgewirkt und hat über 15 Millionen Follower auf der chinesischen Social-Media-App Weibo. Sie hält des Weiteren den Guinness-Rekord für das Konzert auf der höchsten Erhebung.

## Frühes Leben
Karen Mok wurde als Karen Joy Morris in Hongkong geboren. Ihr Vater Alan Morris (莫天賜, 1938–2014) ist halb-chinesischer und halb-walisischer, ihre Mutter (何敏儀) halb-chinesischer, persischer und deutscher Abstammung. Ihr Großvater Alfred Morris (sinisierter Name 莫理士,  Mò Lǐshì, Jyutping Mok6 Lei5si6 – „Morris“) war der erste Leiter des King’s College (Hongkong). Sie spricht Englisch, Kantonesisch, Hochchinesisch, Italienisch und Französisch.
Mok besuchte die Diocesan Girls’ School in Kowloon, Hongkong. 1985 gewann sie als F.4-Schüler den Preis des Hong Kong Outstanding Students Awards. 1987 erhielt sie ein Stipendium für das United World College of the Adriatic in Duino (Triest, Italien), das sie 1989 mit dem International Baccalaureate abschloss. Anschließend studierte sie Italienische Literatur am Royal Holloway-College in London.

## Karriere

### Alben
Während des Studiums in London bewarb sich Mok für eine Rolle in dem Musical Miss Saigon. Parallel dazu nahm sie gemeinsam mit Kommilitonen ein Demo-Tape auf, welches ihr den ersten Plattenvertrag mit Star Records einbrachte. Sie beschloss deshalb, sich zunächst auf die eigene Musik und nicht auf die Mitwirkung in Musicals zu konzentrieren, ging zurück nach Hongkong und veröffentlichte dort 1993 ihr erstes Album Karen. Mit ihrem ersten Album in Mandarin To Be erzielte sie 1997 ihren musikalischen Durchbruch und hat bis heute 17 Studioalben veröffentlicht. Die erfolgreichsten dieser Alben sind 做自己 – To Be (1997), 全身莫文蔚 – Karen Mok in Totality (1995), [i] (2004), Without you (2006), 拉活...莫文蔚 L!VE is... KAREN MOK (2007) und HALF TIME (2018). Sie erzielte Number-1-Hits unter anderem mit Ta Bu Ai Wo, 他不愛我 – He does not love me, Yin Tian, 陰天 – Overcast und Man Man Xihuan Ni, 慢慢喜歡你 – Growing fond of you. Auf ihrem ersten Album in englischer Sprache, Somewhere I belong, interpretierte sie 2013 Jazzstandards neu. Eine öffentliche Aufführung zu diesem Album gab es im Mai 2013 in Ronnie Scott’s Jazz Club, London. Moks Musik wurde in über 324 CD-Kompilationen genutzt.
2018 hat Mok in Partnerschaft mit Sony Music ihr eigenes Musiklabel Mok-a-by-baby records gegründet.

### Konzerte und Tourneen

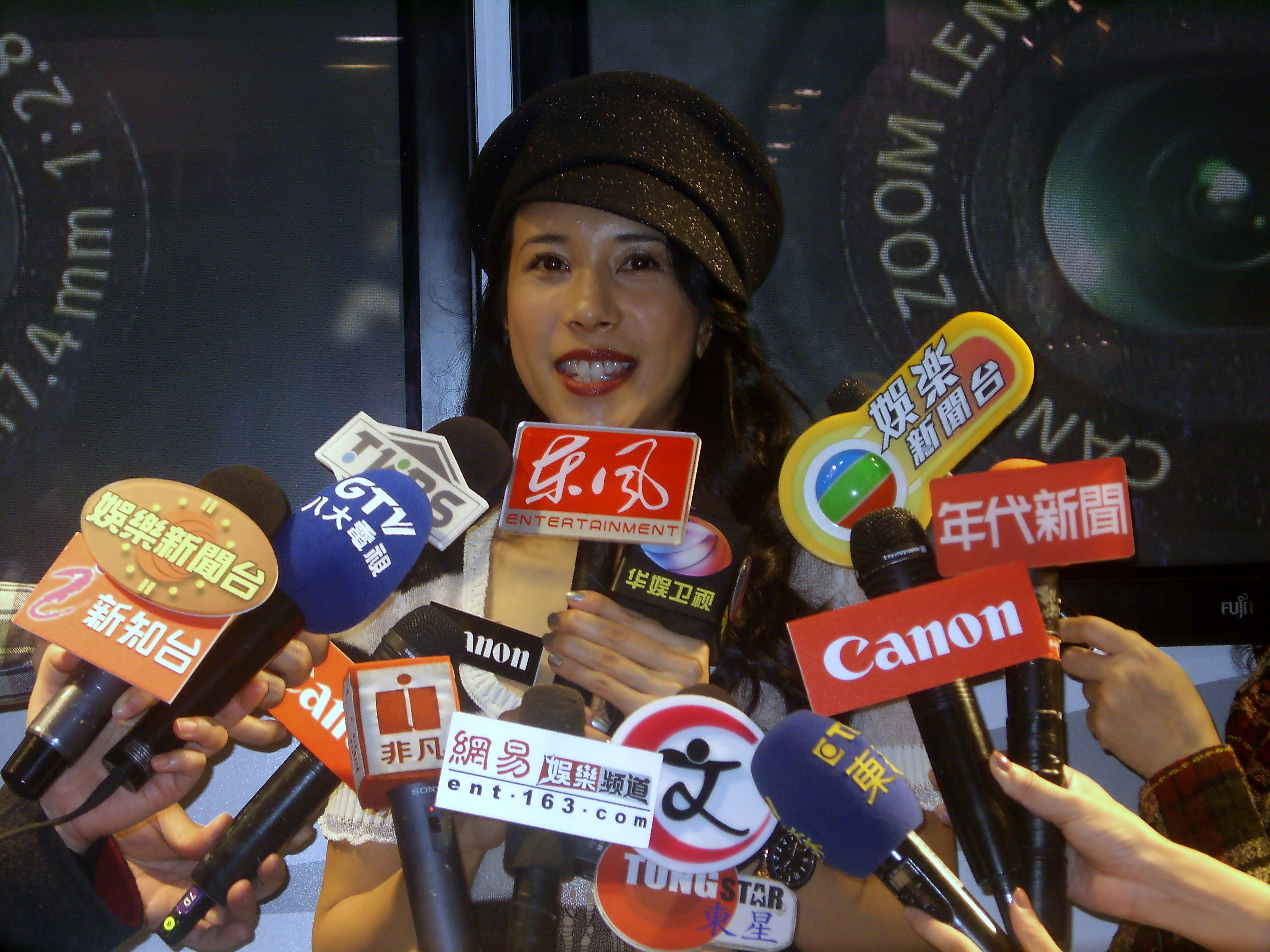
Karen Mok interview, 2007

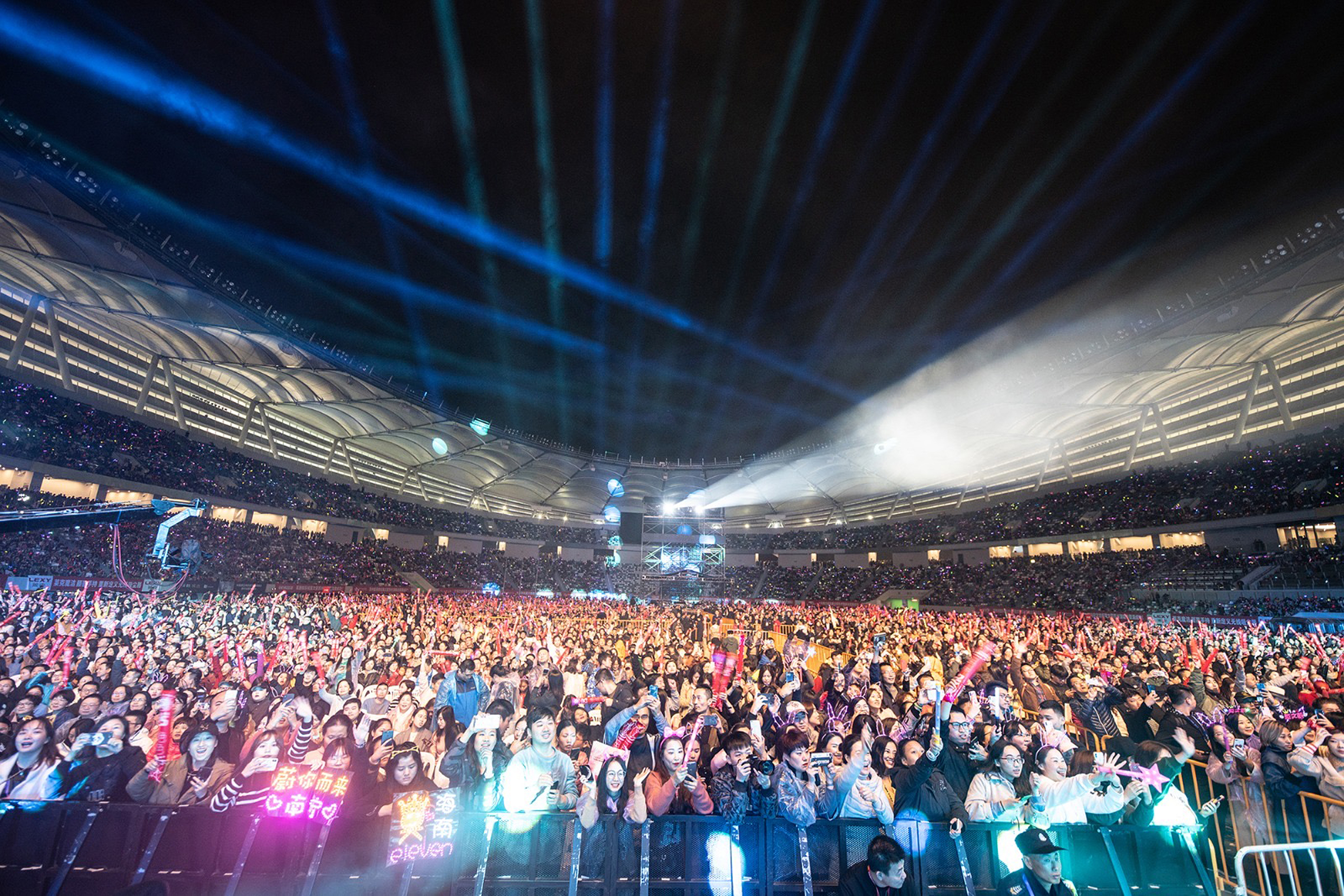
Karen Mok-Konzert am 27. April 2019 in Haikou

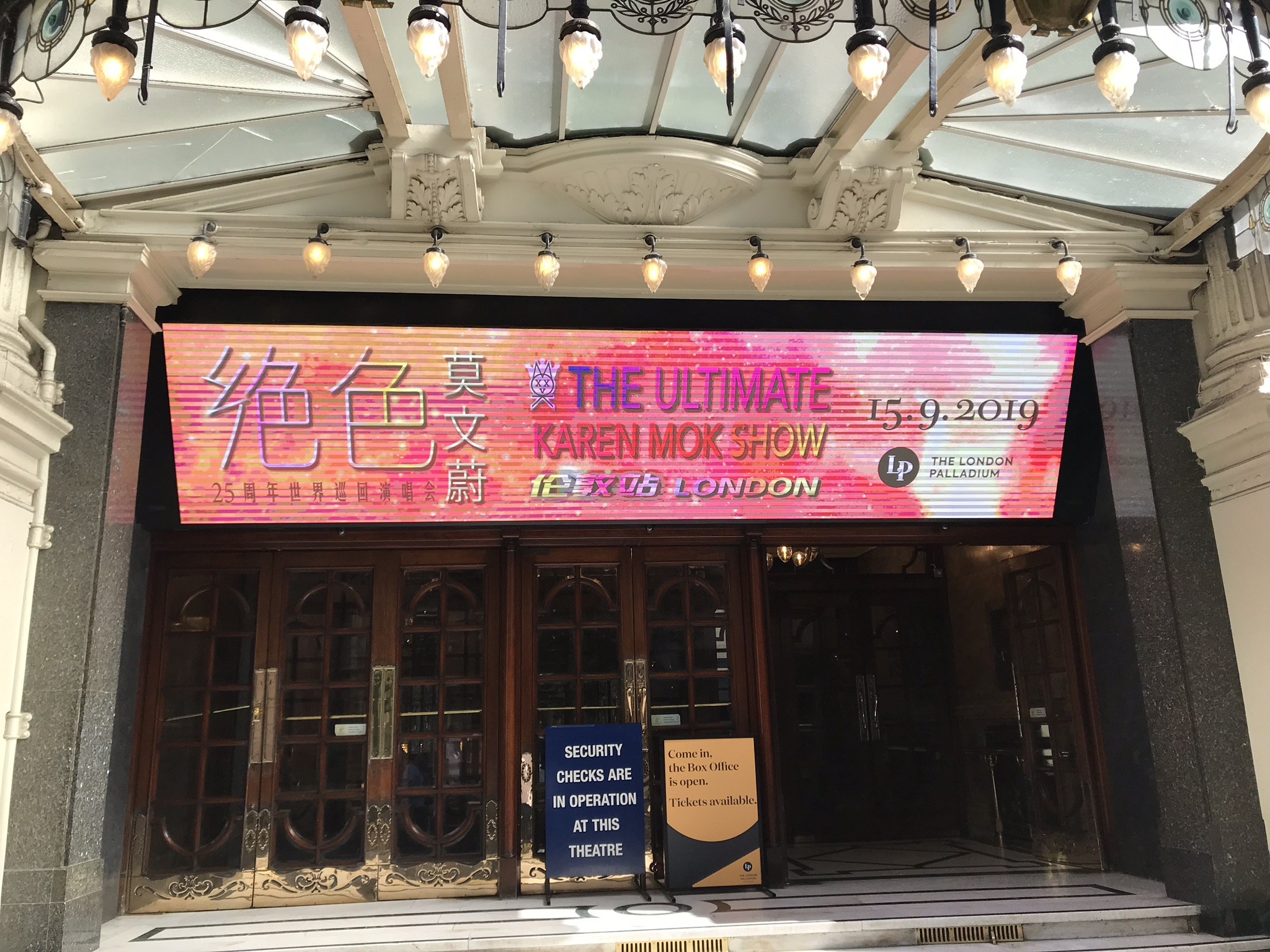
Konzertankündigung London, 2019

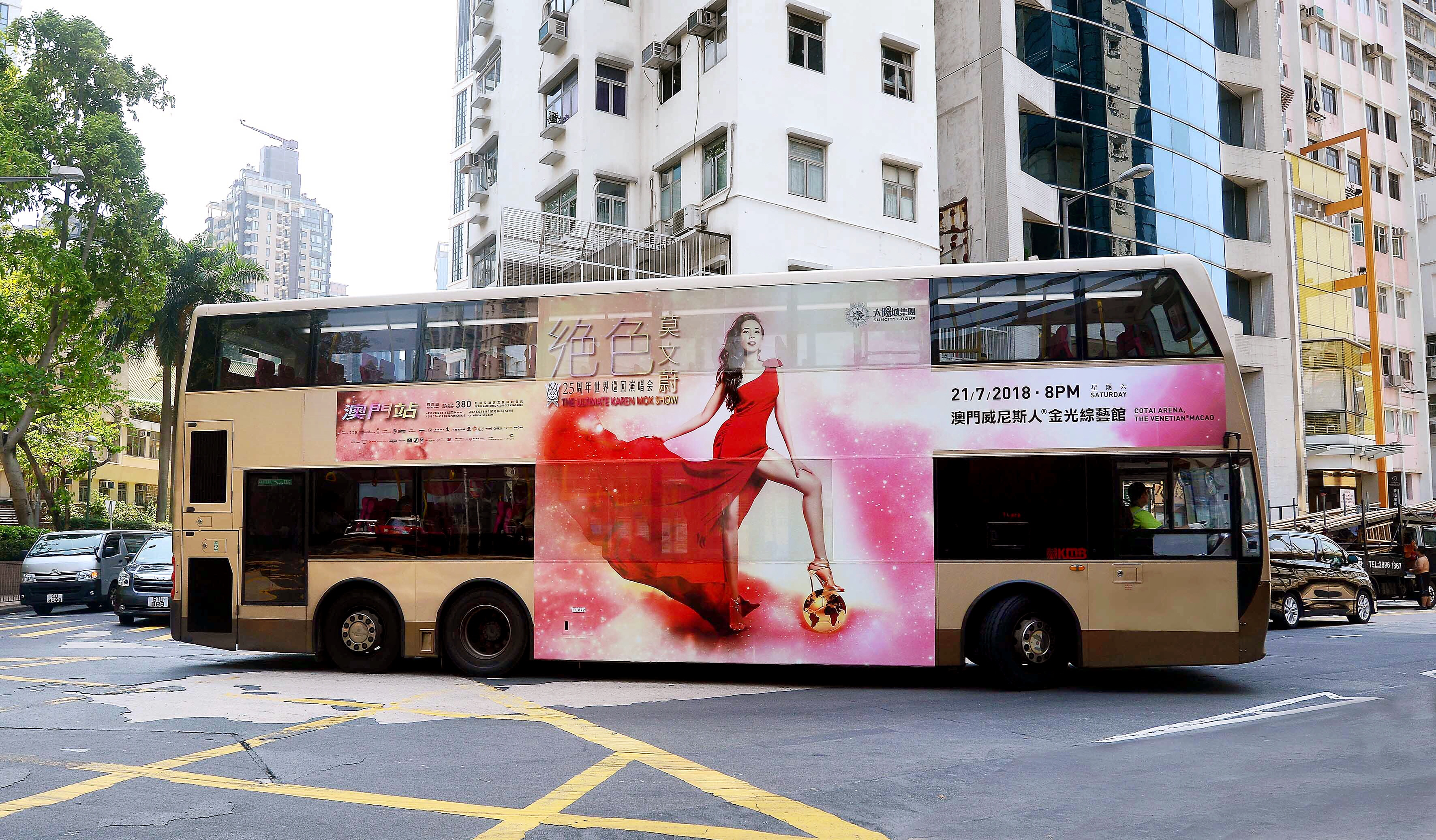
Poster der “Ultimate”-Tournee auf einem KMB-Bus in Hongkong, 2018

Im Jahr 2000 gab Mok ihr erstes Solokonzert The Very Karen Mok Show in Taipeh in Taiwan vor 20.000 Zuschauern. Im Oktober 2003 trat sie als Vorgruppe bei einem Prince-Konzert in Admiralty in Hongkong auf. Ihre internationalen Konzerttourneen begann sie 2005 mit der Extremely Karen Mok Show, gefolgt von The Original Karen Mok Show (2009–2011) und der Tour The Age of MOKnificence (2014/2015), mit der sie ihr 20-jähriges Jubiläum im Showgeschäft feierte. Seit 2005 ist Mok bei ihren Tourneen auch Creative Director und Produzentin.
Ihre Tournee mit Namen Regardez begann 2015 in Taipeh und führte durch 27 Städte in Asien, Nordamerika, Europa, Australien und endete 2016 in Neuseeland. Im Rahmen dieser Tour gab sie als erster chinesischer Popstar Konzerte in Madrid und Mailand.
Die Tournee Ultimate begann am 23. Juni 2018 mit dem Konzert in Shanghai vor mehr als 20.000 Zuschauern und erstreckte sich über 48 Konzerte in 40 Städten in Asien, Europa und Australien. Diese Tournee fand weitgehend in Freiluftarenen statt und erzielte die größte Zuschauerschaft mit 40.000 bei dem Konzert in Beijing am 22. September 2019. Am 12. Oktober 2019 erlangte sie mit dem Konzert in Lhasa (Tibet) auf einer Höhe von 3650 Meter den Guinness Welt Rekord für das Konzert auf der höchsten Erhebung. Bei ihren Konzerten in Taipei am 7. und 8. Dezember 2019 zeigte sie die Vielfalt ihres Repertoires, indem sie an diesen beiden Konzerten vollständig unterschiedliche Lieder sang. Im europäischen Teil der Tournee gab sie Konzerte in London im Palladium und in Paris im Folies Bergère, wo sie der erste chinesische Pop-Performer war. Die Tournee fand ihren Abschluss mit drei Konzerten in Hongkong im Juni 2021, nachdem die ursprünglich für März 2020 geplanten Konzerte aufgrund der COVID-19-Pandemie auf das Folgejahr verschoben werden mussten.
Unmittelbar vor dem Beginn der Ultimate-Tournee hatte sie im Mai 2019 angekündigt, dass diese Tournee ihre letzte große Konzerttournee sein würde und sie sich anschließend auf andere künstlerische Tätigkeiten konzentrieren möchte.
Im Jahr 2024 gibt Mok sechs Konzerte in verschiedenen Städte Chinas. Die Konzertreihe mit dem Titel „The Big Big Show“ (大秀一场) begann am 15. Juni 2024 im Pekinger Olympiastadion vor 60.000 Zuschauern, wobei Mok die erste Sängerin war, die ein Solokonzert in diesem Stadium gab. Es folgen anschließend Konzerte in anderen großen Stadien der Städte Shanghai, Chengdu, Shenzhen, Hangzhou und Wuhan.

### Film
Mok gab ihr Filmdebüt mit einem Cameo in The Tigers – The Legend of Canton. Ihre erste Rolle als Hauptdarsteller spielte sie 1995 gemeinsam mit Stephen Chow in A Chinese Odyssey. Ebenfalls 1995 spielte sie in Wong Kar Wais Film Fallen Angels, eine Rolle für die sie mit dem Preis der Besten Nebendarstellerin des Hong Kong Film Award und der Golden Bauhinia Awards ausgezeichnet wurde. Insgesamt wirkte sie bislang in führenden Rollen in über 40 Filmen mit.
Ihre erfolgreichsten chinesischen Filme spielte sie in The God of Cookery, Young and Dangerous, Tempting Heart, Shaolin Soccer und So Close.
Außerhalb Chinas wirkte sie 2004 in der Hollywood-Produktion In 80 Tagen um die Welt mit Jackie Chan (als Karen Joy Morris, ihr Geburtsname) und in dem thailändischen Horrorfilm The Coffin mit. Des Weiteren hatte sie die weibliche Hauptrolle in dem Debütfilm von Keanu Reeves als Regisseur, Man of Tai Chi.

### Wesentliche Kooperationen
Mok hat auf Bühne und im Studio mit einer Reihe bekannter Akteure im Showgeschäft zusammengearbeitet. Unter anderem trat sie auf gemeinsam mit den The Black Eyed Peas, Andrea Bocelli, Far East Movement, Lang Lang, John Legend, Sergio Mendes, Mika, Keanu Reeves und Pharrell Williams.

### Jenseits von Album und Film

#### Theater und Fernsehen
Mok spielte 2005 und 2006 die weibliche Hauptrolle in der asiatischen Tour des Broadway-Musicals Rent. 2001 lieh sie Prinzessin Kida in der kantonesischen Version der Walt Disney Produktion Atlantis: The Lost Empire ihre Stimme. 2020 sang Mok den Titelsong des Hongkong Fernsehdramas Flying Tiger 2. Dieser Titelsong, „呼吸有害 – Breathing Is Hazardous“, landete eine Nummer-1-Platzierung in allen Radio-, Fernseh- und digitalen Plattformen in Hongkong, eine bis dato nicht erreichte Leistung für einen Song in Hongkong.
2016 und 2017 spielte sie in zwei Reality-TV-Produktionen Up Idol (我们来了) (Hunan Television) und The Next (天籁之战), Staffel 1 und Staffel 2 (天籁之战 und 天籁之战 (第二季)) (Dragon Television).

#### Besondere Anlässe
Für die olympischen Spiele 2008 in Peking trug sie die olympische Fackel und trat in der Eröffnungs- und Abschlusszeremonie auf. 2016 erhielt sie als erster Chinese von der italienischen Stadt Bergamo den Titel des Kulturbotschafters.

#### Markenpräsenz
Im Oktober 2008 startete Mok ihre eigene Linie an Parfümprodukten. Ab 2015 kollaborierte sie mit der italienischen Marke Rucoline und entwickelte im Rahmen dieser Kooperation auch eigene Designs. Im folgenden Jahr startete sie eine Crossover-Kollektion mit der Marke Replay und veranstaltete im Rahmen dieser Kooperation ein Launch Event in Harvey Nichols in London in 2018.
Mok hat mit mehreren globalen Marken zusammengearbeitet, unter anderem mit Cadillac, Canon, Cartier, Chow Tai Fook, Clear, Kappa, Lux, Mandarin Oriental, Schwarzkopf, Schweppes und Solvil et Titus.

## Aktivismus und Wohltätigkeit
Mok ist eine starke Verfechterin von Tierrechten und Tierschutz und war in vielen diesbezüglichen Kampagnen involviert. Unter anderem kooperierte sie mit Animals Asia um gegen die Ausbeutung der asiatischen Schwarzbären zu kämpfen, und war für die Society for the Prevention of Cruelty to Animals (SPCA) auf einer Expedition in Kanada, um gegen die Schlachtung von Jungrobben zu demonstrieren. Sie arbeitet auch mit der Organisation People for the Ethical Treatment of Animals (PETA) zusammen.
Im Jahr 2007 beteiligte sich Mok an MTV EXIT, einer Kampagne gegen Menschenhandel in Asien und präsentierte die Show Traffic: An MTV EXIT Special, eine diesbezügliche Dokumentation. 2013 lieh sie der Kampagne Roll Back Malaria (RBM) ihren Namen.
Derzeit ist Karen Botschafter für die Organisationen UNICEF, SPCA, Animals Asia Foundation, und Care for Children.
2017 gründete Mok die Morris Charity Initiative, eine gemeinnützige Organisation mit dem Ziel der Unterstützung von Tierschutz, Ausbildung und Naturschutz. Als erste Initiative gab die Morris Charity Initiative ein Stipendium für das United World College Changshu.

## Privates
Mok ist seit dem 1. Oktober 2011 mit ihrem ersten Freund, dem deutschen Johannes Natterer, Sohn des Mathematikers Frank Natterer, verheiratet. Die Heirat fand in der Nähe von Florenz statt. Mok hat drei erwachsene Stiefkinder und verbringt ihre Zeit zwischen London und ihren internationalen Engagements. 2017 feierten sie und ihr Ehemann aus Anlass ihrer 30-jährigen Bekanntschaft ein Fest im Kensington Palace in London.

## Filmografie (Auswahl)
- 1992: Fei hu jing ying zhi ren jian you qing
- 1993: Guang Dong wu hu: Tie quan wu di Sun Zhong Shan
- 1994: Ching guan nan shen
- 1995: Eine chinesische Odyssee (Sai yau gei: Yut gwong bou haap)
- 1995: Sai yau gei: Sin leui kei yun
- 1995: Wui wan yeh
- 1995: Der Himmel kann nicht warten (Jiu shi shen gun)
- 1995: Fallen Angels (Do lok tin si)
- 1996: TK-Projekt (Kurzfilm)
- 1996: Gu huo nu zhi jue zhan jiang hu
- 1996: Gu huo zai 3: Zhi shou zhe tian
- 1996: Si mian xia wa
- 1996: Black Mask (Hak hap)
- 1996: Se qing nan nu
- 1996: Sik san
- 1996: Si ge 32A he yi ge xiang jiao shao nian
- 1996: Fei hu xiong xin 2 zhi ao qi bi tian gao
- 1997: 97 goo waak jai: Jin mo bat sing
- 1997: Suen sei cho
- 1997: Wo ai chu fang
- 1997: Yit huet jui keung
- 1998: Choh chin luen hau dik yi yan sai gaai
- 1999: Hei kek ji wong
- 1999: Lung feng
- 1999: Sam dung
- 2000: Yan fei yan mie (Kurzfilm)
- 2000: Lau man bye biu
- 2000: Biu che ji che san chuen suet
- 2001: Zou dao di
- 2001: Gau lung bing sat
- 2001: Shaolin Kickers (Siu lam juk kau)
- 2001: Chuet sai hiu bra
- 2002: Zhu ba da lian meng
- 2002: So close – Nichts ist so, wie es scheint (Xi yang tian shi)
- 2003: Ngoi zoi joeng gwong haa (Kurzfilm)
- 2003: The Twins Effect (Chin gei bin)
- 2004: Office yauh gwai
- 2004: Enter the Phoenix (Da lao ai mei li)
- 2004: In 80 Tagen um die Welt (Around the World in 80 Days)
- 2005: DragonBlade (Stimme)
- 2005: Tung mung kei yun
- 2007: Lo kong ching chuen
- 2008: Mi guo
- 2008: Coffin – Lebendig begraben (The Coffin)
- 2010: Du Lala sheng zhi ji
- 2010: Yat lou yau nei
- 2011: Wan You Yin Li
- 2011: Dung sing sai tsau 2011
- 2013: Yue lai yue hao: Cun wan
- 2013: Man of Tai Chi
- 2014: Cui mian da shi, The Great Hypnotist: Ren Xiaoyan
- 2016: A Chinese Odyssey Part Three

## Auszeichnungen (Auswahl)
- 1995: Hong Kong Film Award als „Beste Nebendarstellerin“ im Film Fallen Angels.
- 2003: Golden Melody Award, Taiwan, Best Female Mandarin Artist
- 2008: Golden Melody Award, Taiwan, Best Mandarin Album of The Year für Live Is... Karen Mok
- 2011: Golden Melody Award, Taiwan, Best Female Mandarin Artist
- 2017: Mnet Asian Music Awards, Best Asian Artist Mandarin